# Moon Seon-min
Moon Seon-min (en coreano: 문선민; Seúl, 9 de junio de 1992) es un futbolista surcoreano. Juega como centrocampista o delantero en el F. C. Seoul de la K League 1 de Corea del Sur.
Es el primer surcoreano en jugar en la Allsvenskan, primera división de Suecia.

## Selección nacional
Ha sido internacional con la selección de Corea del Sur en 21 ocasiones y convirtió 2 goles. Hizo su debut el 28 de mayo de 2018 en un amistoso contra Honduras en Daegu, que terminó en victoria surcoreana por 2-0 con un gol de Moon.
El 2 de junio de 2018, fue incluido en la lista definitiva de veintitrés jugadores que disputarían la Copa del Mundo de 2018 en Rusia.

### Participaciones en Copas del Mundo
| Mundial                        | Sede  | Resultado      | Partidos | Goles |
| ------------------------------ | ----- | -------------- | -------- | ----- |
| Copa Mundial de Fútbol de 2018 | Rusia | Fase de grupos | 2        | 0     |

## Clubes
| Club                     | País          | Año       |
| ------------------------ | ------------- | --------- |
| Östersunds FK            | Suecia        | 2012-2015 |
| Djurgårdens IF (cedido)  | Suecia        | 2015      |
| Djurgårdens IF           | Suecia        | 2016      |
| Incheon United           | Corea del Sur | 2017-2018 |
| Jeonbuk Hyundai Motors   | Corea del Sur | 2019-2024 |
| Gimcheon Sangmu (cedido) | Corea del Sur | 2020-2021 |
| F. C. Seoul              | Corea del Sur | 2025-     |

## Palmarés

### Campeonatos nacionales
| Título                | Club                   | País          | Año  |
| --------------------- | ---------------------- | ------------- | ---- |
| Division 1 Norra      | Östersunds FK          | Suecia        | 2012 |
| K League 1            | Jeonbuk Hyundai Motors | Corea del Sur | 2019 |
| K League 1            | Jeonbuk Hyundai Motors | Corea del Sur | 2021 |
| Copa de Corea del Sur | Jeonbuk Hyundai Motors | Corea del Sur | 2022 |

### Campeonatos internacionales
| Título                                | Selección     | Sede          | Año  |
| ------------------------------------- | ------------- | ------------- | ---- |
| Campeonato de Fútbol del Este de Asia | Corea del Sur | Corea del Sur | 2019 |

### Distinciones individuales
| Distinción                                        | Año  |
| ------------------------------------------------- | ---- |
| Mejor jugador del mes de octubre de la K League 1 | 2019 |
| Mejor gol del mes de octubre de la K League 1     | 2019 |
| Premio al máximo asistente de la K League 1       | 2019 |
| Incluido en el once ideal de la K League 1        | 2019 |
| Mejor jugador del mes de agosto de la K League 1  | 2020 |
| Mejor gol del mes de agosto de la K League 1      | 2020 |